# 圣玛丽亚-因巴罗
圣玛丽亚-因巴罗（義大利語：Santa Maria Imbaro），是意大利基耶蒂省的一个市镇。总面积6.01平方公里，人口1871人，人口密度311.3人/平方公里（2009年）。ISTAT代码为069084。